# 지브롤터 영어
지브롤터 영어 (약칭 GibE )는 지브롤터의 영국 해외 영토에서 사용되는 영어의 방언을 이른다. 영어는 약 300년 동안 지브롤터에 존재해 왔으며 이 세기 동안 영어는 다양한 언어, 특히 안달루시아 스페인어 와 혼합되었다. 지브롤터 영어는 영어와 다른 언어의 혼합 방식에 관심이 있는 언어 학자들의 연구 주제로 자리잡았다.  지브롤터인들의 기반언이 안달루시아 스페인어의 일종인 야니토라고 하지만, 지브롤터 영어는 더욱 두드러지고, 영어의 이러한 다양성이 "동기 부여"되고 있다고 제안 이론이 있었다. 지브롤터 영어는 많은면에서 영국 영어와 비슷하다.

## 추가 문헌
- 지브롤터의 언어